# Радужный (аэропорт)
Международный аэропорт Радужный (ИАТА: RAT, ИКАО: USNR) — международный аэропорт в г. Радужный (Ханты-Мансийский автономный округ). Построен в 1990-х годах. В 2005 году был ликвидирован и закрыт. В 2007 году официально исключён из государственного реестра гражданских аэродромов Российской Федерации. В настоящее время используется как ВПП для легкой авиации, вертолетов и площадкой для проведения спортивных турниров.

## История
Аэропорт был построен в начале 1990-х. После окончания строительства стал аэропортом с одной из лучших в России взлётно-посадочных полос, предназначенной для приёма практически всех видов гражданских авиалайнеров (планировалось использовать аэропорт в том числе для международных рейсов). Имел статус международного аэропорта, однако из аэропорта несколько лет выполнялись лишь регулярные авиарейсы в Москву и некоторые города России (на лайнерах семейства «ТУ» и «АН»).
С 1998-99 г. стал убыточным (сказались изначальные недостатки самого проекта, в том числе дороговизна производства либо доставки в город Радужный качественного авиатоплива). Количество рейсов сокращалось, в начале 2000-х фактически перестал функционировать вследствие многомиллионных долгов, в том числе перед городским бюджетом, и предбанкротного состояния. В 2007 г. официально исключён из государственного реестра гражданских аэродромов Российской Федерации.
После прекращения эксплуатации структура аэропорта использовалась городом Радужный в качестве базы для проведения различных мероприятий, главным образом военно-патриотической направленности. Здания и сооружения бывшего аэропорта были переданы в управление радужнинскому автономному учреждению «Центр авиационной, технической и военно-прикладной подготовки "РОСИЧ"». Однако содержание зданий также становилось всё более убыточным, а проекты более активной эксплуатации структур бывшего аэропорта не реализовывались по причине ограниченности средств городского бюджета.
В связи с этим, в 2014 году «РОСИЧ» был передан из городской собственности в собственность региона (в ведение Департамента образования и молодежной политики ХМАО—Югры). Таким образом, юридически имущество бывшего аэропорта сейчас принадлежит не городу Радужный, а Югре как субъекту Российской Федерации.

## Техническая характеристика
Аэропорт способен принимать любые типы в/с 3-4 классов, взлетной массой до 30 тонн, а также любые типы вертолетов. Также в аэропорту однажды произвел посадку Ан-124. Аэропорт имеет одну ВПП с асфальтобетонным покрытием, длина которой — 2700 метров, что являлось одной из самых длинных на территории СССР.

## Настоящее время
В настоящее время на территории Автономного учреждения Ханты-Мансийского автономного округа-Югры "Центр авиационной, технической и военно-прикладной подготовки «РОСИЧ» установлены и запущены в эксплуатацию единая военизированная полоса препятствий, парашютная вышка и пейнтбольный городок. Проводятся этапы окружных военно-спортивных игр «Зарница» и «Орленок», а также отдельные этапы окружной Спартакиады среди допризывной молодежи, автомобильные гонки, мероприятия городского Автоклуба «4x4».
Взлётно-посадочная полоса вследствие многолетних температурных воздействий находится в непригодном для посадки самолётов состоянии. На базе бывшего аэропорта действует вертолётная посадочная площадка гражданской авиации «Радужный» (мониторинг лесных пожаров). Отремонтирована гостиница, есть сауна.

## Фотографии

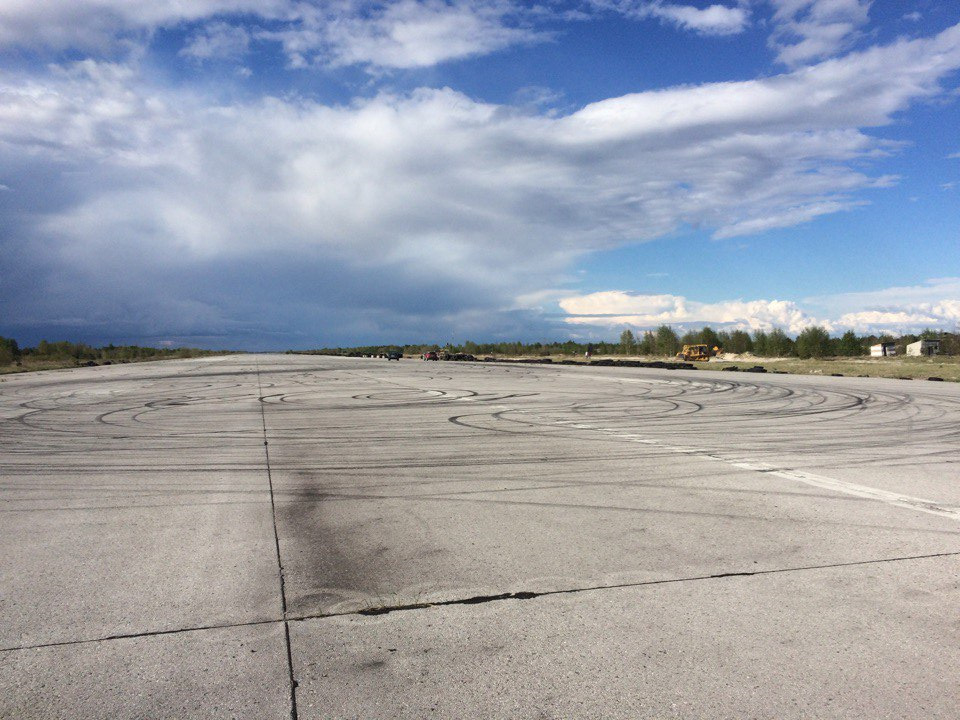
ВПП аэропорта
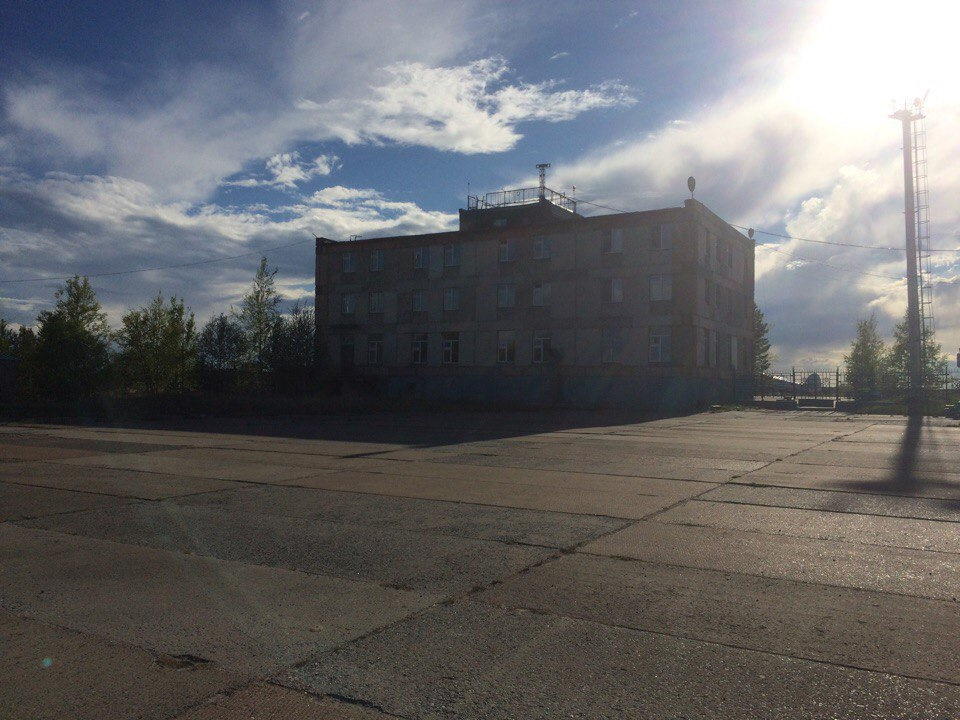
Административное здание
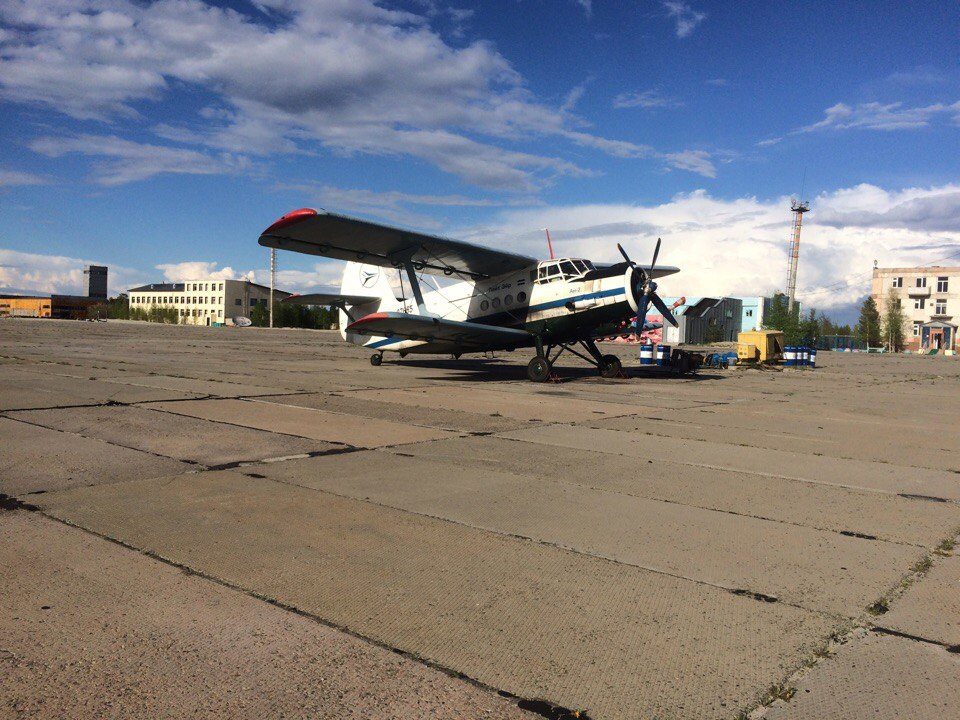
АН-2 на территории аэропорта
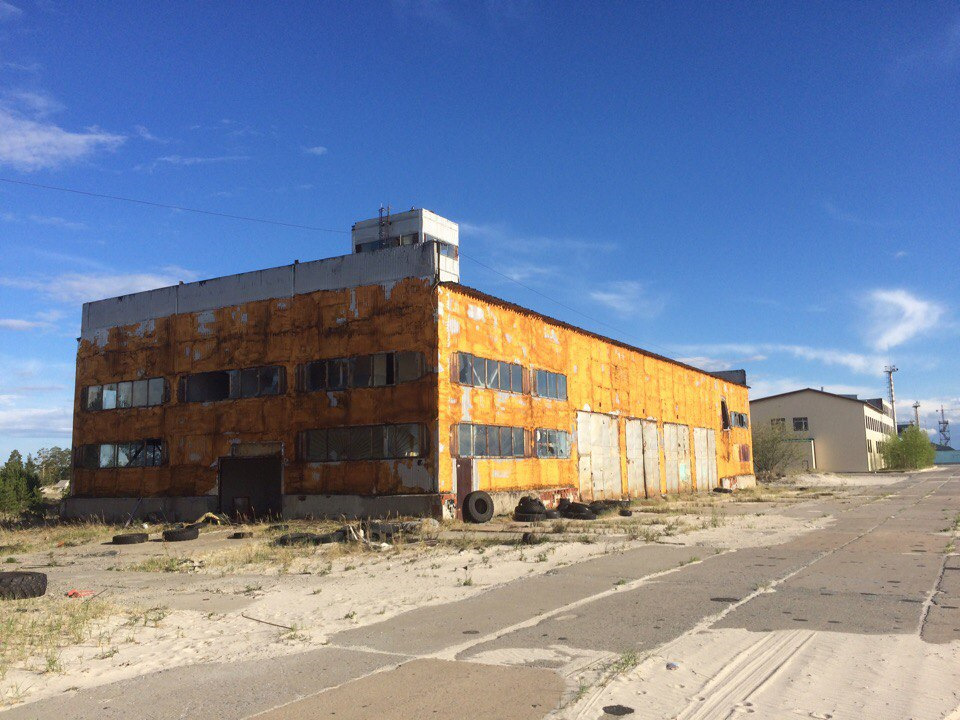
Пожарная станция